# Telomeraza
Telomeraza je ribonukleoprotein. Ovaj enzim dodaje ponavljanja DNK sekvence („TTAGGG“ kod svih kičmenjaka) na 3' kraj DNK lanca. Telomerni regioni se nalaze na krajevima eukariotskih hromozoma. Taj region ponavljanja nukleotida sadrži nekodirajuću DNK koja sprečava gubitak važnih DNK segmenata sa krajeva hromozoma. Pri svakom kopiranju hromozoma samo 100–200 nukleotida se gubi, što ne uzrokuje oštećenje DNK. Telomeraza ze reverzna transkriptaza koja nosi svoj sopstveni RNK molekul. On se koristi kao templet pri elongaciji telomera, koji se skraćuju nakon svakog replikacionong ciklusa.
Postojanje kompenzatornih mehanizama za skraćivanje telomera je prvi predvideo sovjetski biolog Aleksej Olovnikov 1973. On je takođe predložio telomernu hipotezu starenja i povezanost telomera sa kancerom. Telomerazu su otkrili Kerol Grajder i Elizabet Blekbern 1984. kod trepljara Tetrahymena. Zajedno sa Džekom Šostakom, Grajder i Blekbern su nagrađeni za ovo otkriće nobelovom nagradom za fiziologiju i medicinu 2009.

## Literatura
- Nicholas C. Price; Lewis Stevens (1999). Fundamentals of Enzymology: The Cell and Molecular Biology of Catalytic Proteins (Third изд.). USA: Oxford University Press. ISBN 019850229X.
- Eric J. Toone (2006). Advances in Enzymology and Related Areas of Molecular Biology, Protein Evolution (Volume 75 изд.). Wiley-Interscience. ISBN 0471205036.
- Branden C; Tooze J. Introduction to Protein Structure. New York, NY: Garland Publishing. ISBN 0-8153-2305-0.
- Irwin H. Segel. Enzyme Kinetics: Behavior and Analysis of Rapid Equilibrium and Steady-State Enzyme Systems (Book 44 изд.). Wiley Classics Library. ISBN 0471303097.
- William P. Jencks (1987). Catalysis in Chemistry and Enzymology. Dover Publications. ISBN 0486654605.

## Spoljašnje veze
- Telomerazna baza podataka Архивирано на веб-сајту  (19. април 2021)
- Telomerase на 